# کیویولی
کیویولی (به استونیایی: Kiviõli) یکی از شهرهای کشور استونی است.
این شهر در سال ۲۰۱۱ میلادی ۵٬۶۳۴ نفر جمعیت داشته است.

## نگارخانه

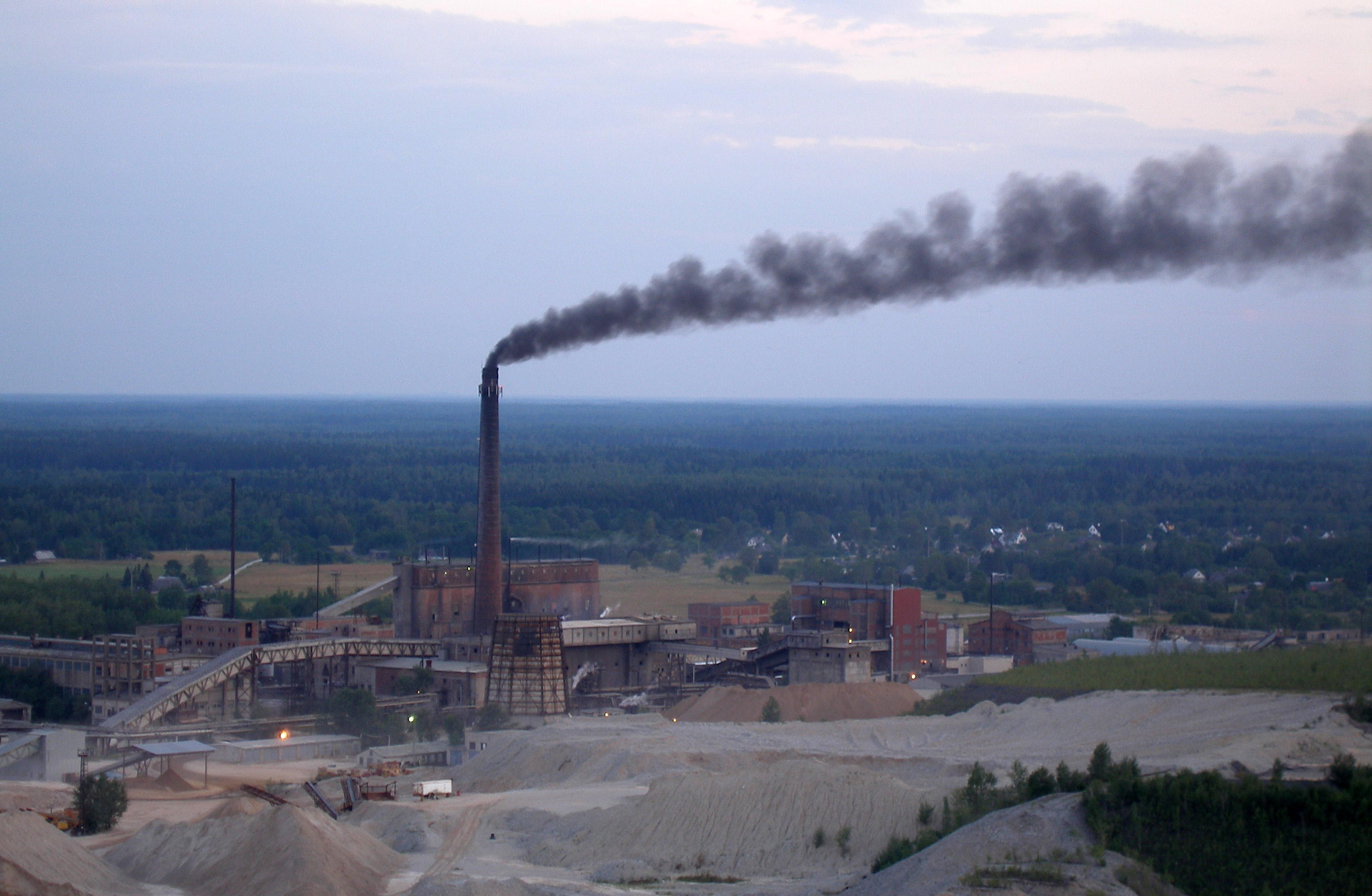
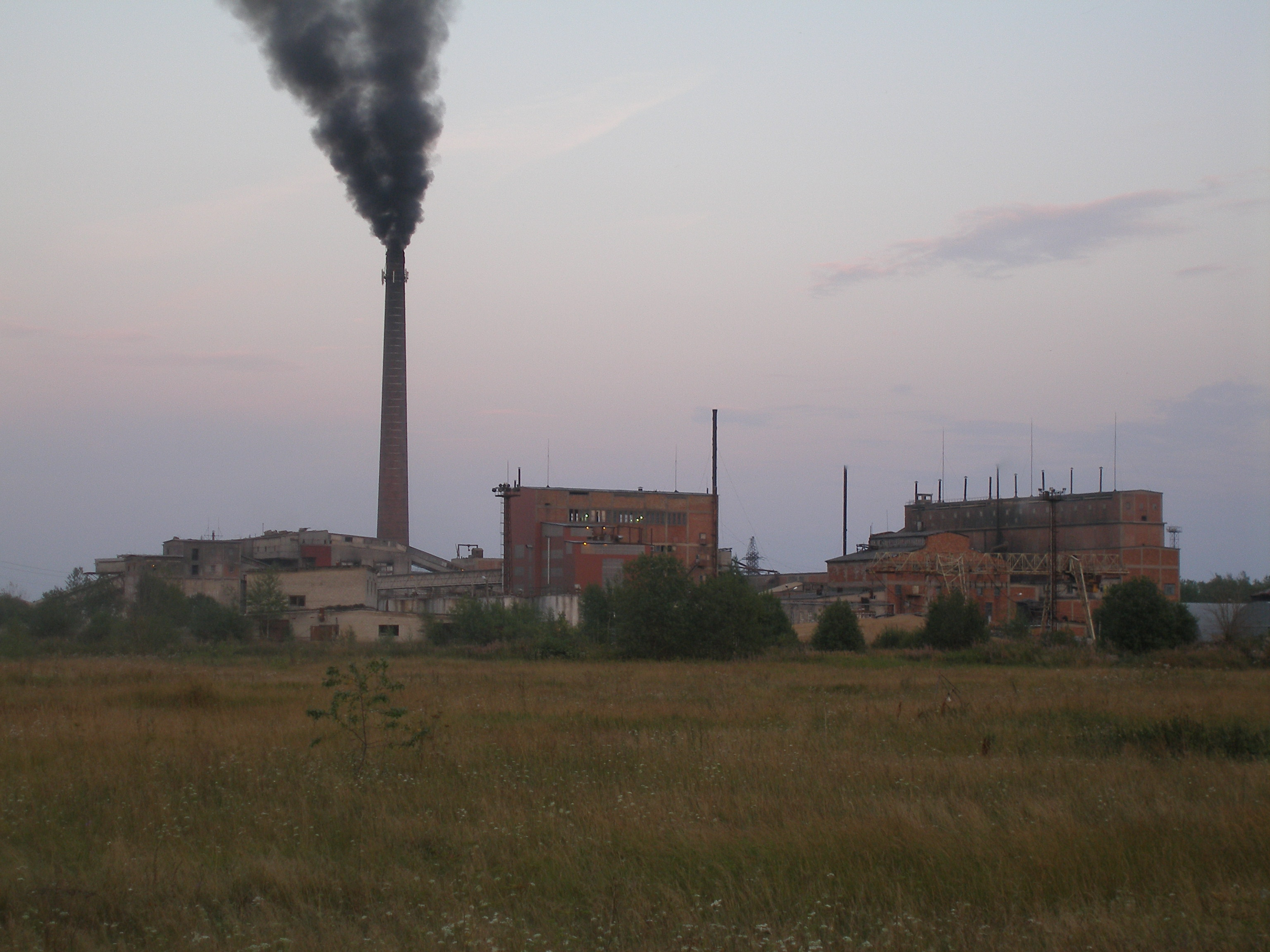
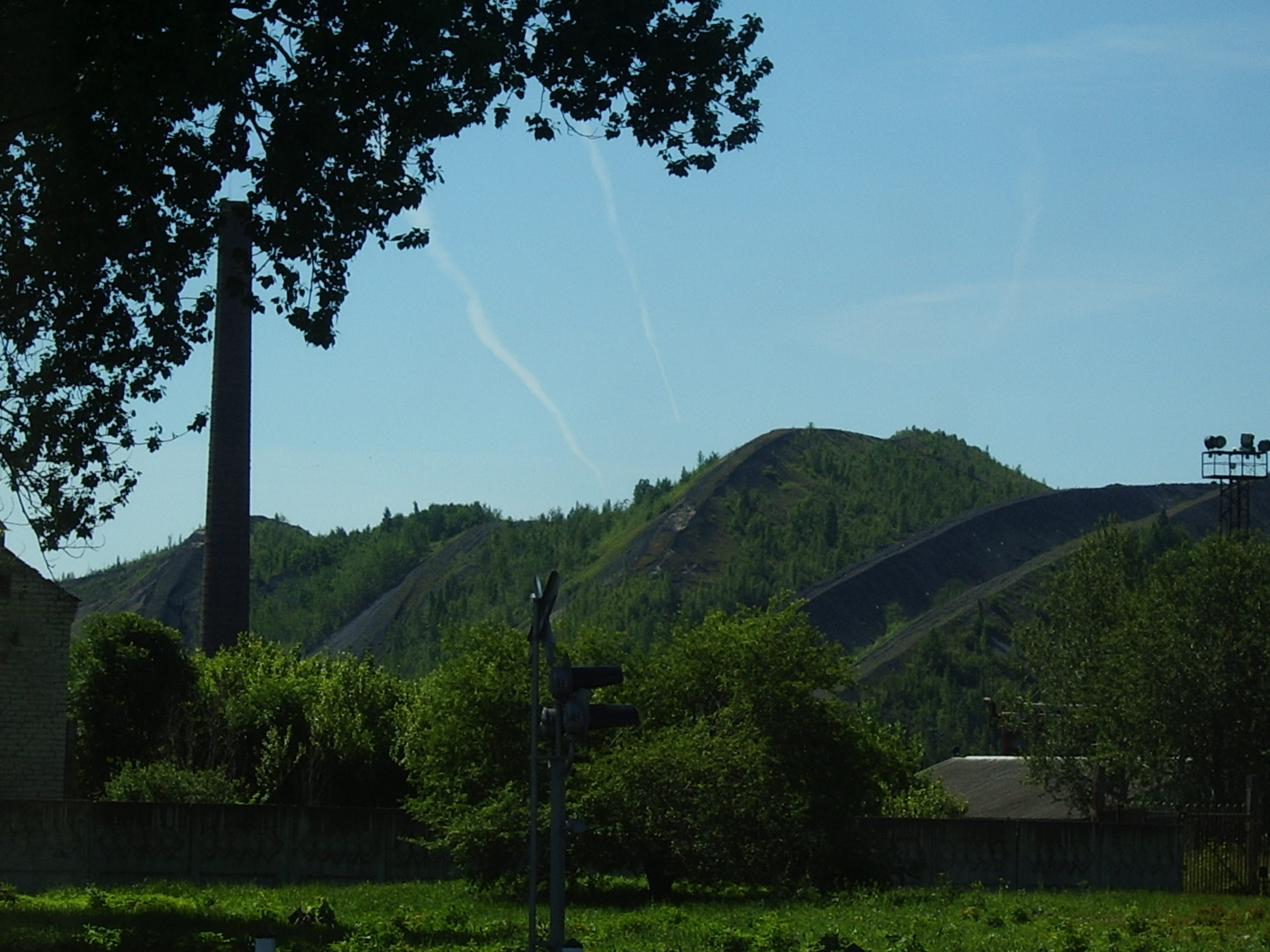